# Ministerio de Defensa Nacional (Argentina, 1949)
El Ministerio de Defensa Nacional fue un departamento del Poder Ejecutivo Nacional con competencia en la administración de la defensa nacional y las Fuerzas Armadas en conjunto.

## Historia
La Primera Disposición Transitoria de la reforma de la Constitución Nacional aprobada el 11 de marzo de 1949 estableció los nuevos ministerios del Poder Ejecutivo Nacional. Uno de ellos, era el Ministerio de Defensa Nacional. Luego, la Ley 13 529, sancionada por el Congreso el 7 de julio de 1949, fijó las funciones de los departamentos. El ministro de Defensa Nacional debía preparar los planes militares conjuntos, coordinando con los ministros de Ejército, de Marina y de Aeronáutica.
Su único titular fue el general de división Humberto Sosa Molina (perteneciente al Ejército), ministro del presidente Juan Domingo Perón. Tras el golpe de Estado de septiembre de 1955, el ministro cesó en sus funciones y la cartera dejó de existir.